# Leis Azuis

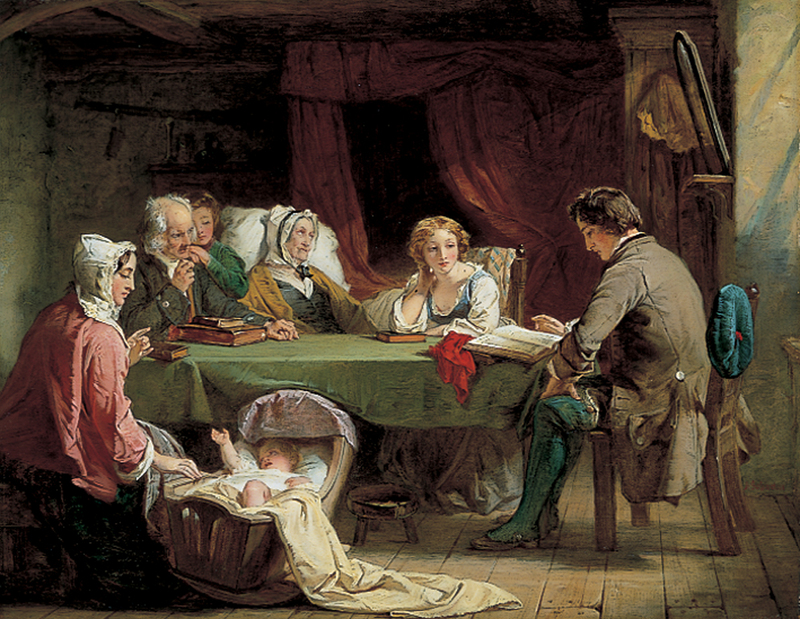
Sabbath Eve, pintura de Alexander Johnston.

As leis azuis, também conhecidas como leis dominicais, são leis que restringem ou proíbem determinadas atividades em dias específicos, geralmente aos domingos no mundo ocidental. As leis foram adotadas originalmente por motivos religiosos, especificamente para promover a observância do dia de adoração cristã, mas, desde então, passaram a servir também a propósitos seculares.
As leis azuis geralmente proíbem determinadas atividades comerciais e recreativas aos domingos e impõem restrições à venda no varejo de bens duráveis e consumíveis, principalmente bebidas alcoólicas. As leis também impõem limitações a uma série de outros empreendimentos, inclusive viagens, moda, caça, esportes profissionais, apresentações teatrais, exibições de filmes e jogos de azar. Embora menos prevalentes atualmente, as leis azuis continuam a ser aplicadas em partes dos Estados Unidos e do Canadá, bem como em países europeus, como Áustria, Alemanha, Noruega e Polônia, onde a maioria das lojas é obrigada a fechar aos domingos.
Nos Estados Unidos, a Suprema Corte manteve as leis azuis como constitucionais, reconhecendo suas origens religiosas, mas citando justificativas seculares que resultaram, principalmente, no fornecimento de um dia de descanso para a população em geral. Enquanto isso, vários tribunais estaduais derrubaram as leis por considerá-las inaplicáveis ou por violarem as constituições de seus estados. Em resposta, os legisladores estaduais reeditaram certas leis dominicais para satisfazer as decisões, permitindo que alguns dos outros estatutos permanecessem em vigor sem a intenção de aplicá-los.

## História
O imperador romano Constantino promulgou a primeira lei conhecida sobre a proibição do trabalho aos domingos por motivos aparentemente associados à religião no ano 321 d.C:
No venerável Dia do Sol, que os magistrados e as pessoas que residem nas cidades descansem, e que todas as oficinas sejam fechadas. - Codex Justinianus, lib. 3, tit. 12, 3
As primeiras leis na América do Norte sobre atividades dominicais e comportamento público foram promulgadas na Colônia de Jamestown em 1619 pela primeira Assembleia Geral da Virgínia. Entre as 70 leis aprovadas pela assembleia, havia um mandato que exigia a presença de todos os colonos nos cultos da manhã e da tarde aos domingos. As leis adotadas naquele ano também incluíam disposições que tratavam de ociosidade, jogos de azar, embriaguez e vestuário excessivo. Leis semelhantes que visavam a manter o Sabá sagrado e regular a moral logo foram adotadas em todas as colônias.
O primeiro exemplo conhecido da frase "leis azuis" foi impresso na edição de 3 de março de 1755 do New-York Mercury, em que o escritor imagina um futuro jornal elogiando o renascimento das "nossas [de Connecticut] antigas Leis Azuis". Em seu livro de 1781, General History of Connecticut, o Reverendo Samuel Peters (1735-1826) usou a frase para descrever diversas leis adotadas pelos puritanos do século XVII que proibiam várias atividades aos domingos, tanto recreativas quanto comerciais. Além disso, o livro de Peters é considerado um relato não confiável das leis e provavelmente foi escrito para satirizar sua natureza puritana.
Embora as raízes históricas das leis dominicais nos Estados Unidos sejam geralmente conhecidas, a origem do termo "leis azuis" permanece um mistério. De acordo com um editorial da revista Time em 1961, ano em que a Suprema Corte ouviu quatro casos sobre a questão, a cor azul passou a ser associada às leis coloniais em oposição ao emblema vermelho da realeza britânica. Outras explicações foram oferecidas. Uma das mais difundidas é que as primeiras leis dominicais adotadas em Connecticut foram impressas em papel azul. No entanto, não foram encontradas cópias que comprovem essa alegação. Uma explicação mais plausível, que está ganhando aceitação geral, é que as leis adotadas pelos puritanos tinham como objetivo impor a moralidade e, portanto, eram "azuis", embora o termo "azul" possa ter sido usado no vernáculo da época como sinônimo do próprio puritanismo, na verdade, excessivamente rigoroso.
À medida que os reformadores morais protestantes organizavam a reforma do Sabá na América do século XIX, surgiram pedidos para a promulgação e aplicação de leis dominicais mais rígidas. Muitos americanos foram presos por trabalhar, manter lojas abertas, beber álcool, viajar e participar de atividades recreativas aos domingos. Erwin Fahlbusch e Geoffrey William Bromiley escrevem que, ao longo de sua existência, as organizações que defendiam o sabatismo do primeiro dia, como a Aliança do Dia do Senhor na América do Norte e a Sociedade de Observância do Dia do Senhor nas Ilhas Britânicas, eram apoiadas por sindicatos de trabalhadores que faziam lobby "para evitar que interesses seculares e comerciais impedissem a liberdade de adoração e explorassem os trabalhadores".
No Canadá, a Ligue du Dimanche, uma liga dominical católica romana, apoiou a Lei do Dia do Senhor em 1923 e promoveu a legislação sabatista do primeiro dia. A partir da década de 1840, trabalhadores, judeus, batistas do sétimo dia, pensadores livres e outros grupos começaram a organizar a oposição. Ao longo do século, as leis dominicais alimentaram a controvérsia entre a Igreja e o Estado, e se tornaram uma questão que contribuiu para o surgimento da política americana moderna de direitos das minorias. Por outro lado, a mais recente Dies Domini, escrita pelo Papa João Paulo II em 1998, defende a legislação dominical na medida em que protege os funcionários públicos e os trabalhadores; a Conferência Católica de Dakota do Norte, em 2011, também sustentou que as leis azuis, de acordo com o Compêndio da Doutrina Social da Igreja, "asseguram que, por razões de produtividade econômica, não se negue aos cidadãos tempo para o descanso e o culto divino". Da mesma forma, o Chefe de Justiça da Suprema Corte Earl Warren, embora reconhecesse a origem religiosa parcial das leis azuis, reconheceu o "propósito secular que elas serviam ao proporcionar um benefício aos trabalhadores ao mesmo tempo em que aumentavam a produtividade do trabalho".

## Leis por jurisdição

### Europa

#### Alemanha

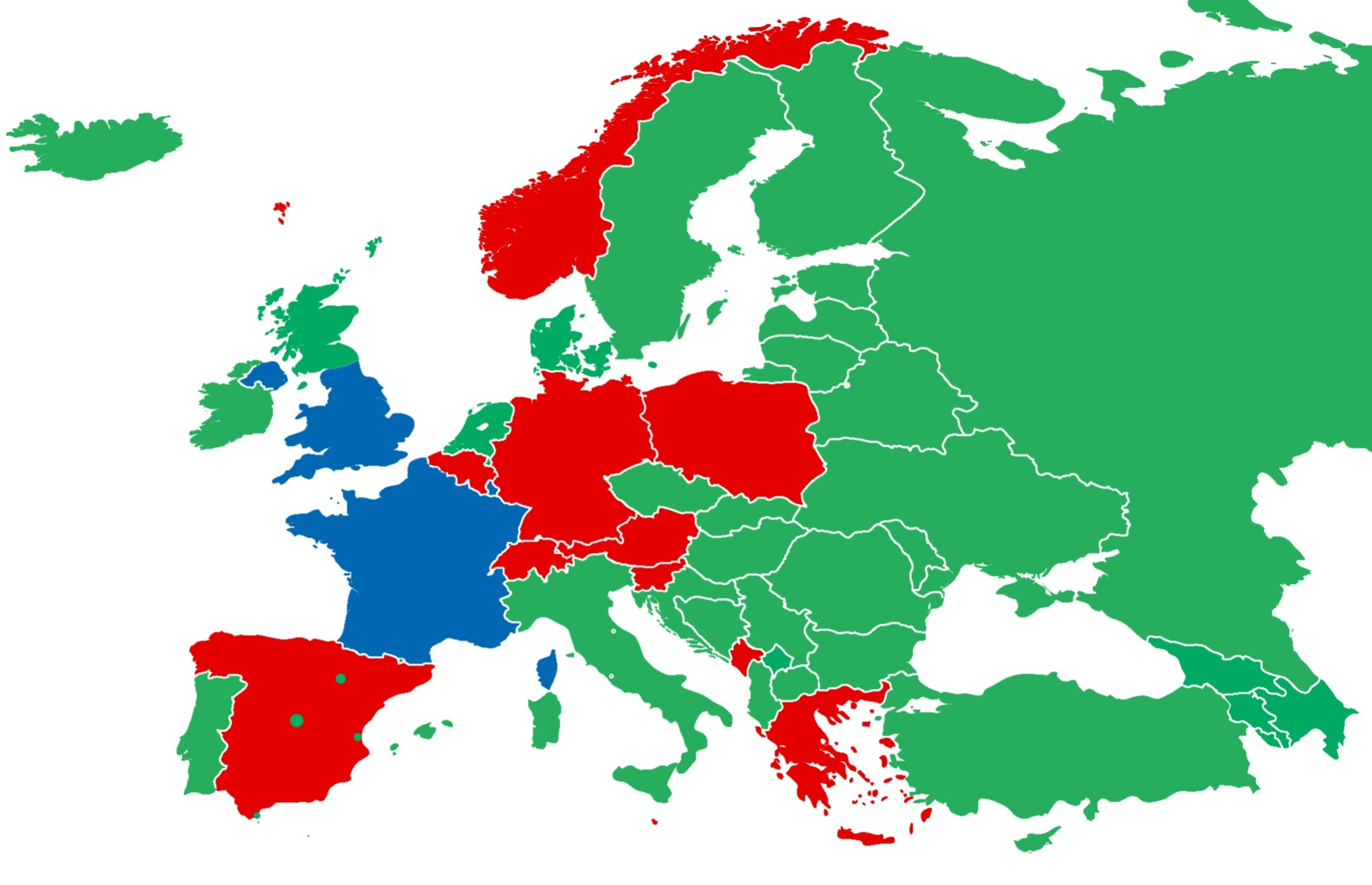
Um mapa da Europa com uma visão geral das leis de compras aos domingos em cada país. Verde: Os grandes supermercados e shopping centers geralmente ficam abertos aos domingos. Azul: Os grandes supermercados podem ficar abertos por, no máximo, 6 horas aos domingos. Vermelho: Os grandes supermercados geralmente fecham aos domingos.

As leis Ladenschlussgesetz de "fechamento de lojas" aos domingos e feriados estão em vigor desde 1956.

#### Dinamarca
Na Dinamarca, as leis de fechamento que restringiam o comércio varejista aos domingos foram abolidas com efeito a partir de 1º de outubro de 2012. A partir de então, o comércio varejista só é restrito nos feriados públicos (Ano Novo, Quinta-feira Santa, Sexta-feira Santa, Domingo de Páscoa, Segunda-feira de Páscoa, Dia de Oração, Festa da Ascensão, Domingo de Pentecostes, Segunda-feira de Pentecostes, Natal e Boxing Day) e no Dia da Constituição, Véspera de Natal e Véspera de Ano Novo (na Véspera de Ano Novo somente a partir das 15h). Nesses dias, quase todas as lojas permanecerão fechadas. Estão isentas as padarias, centros de jardinagem, postos de gasolina e supermercados menores.

#### Antes de 1994
Antes de 1994, as leis comerciais proibiam a venda de determinados produtos em um domingo; a distinção entre os que podiam e os que não podiam ser vendidos era cada vez mais vista como arbitrária, e as leis eram inadequadamente aplicadas e amplamente desrespeitadas. Por exemplo, alguns supermercados tratavam as multas relativamente modestas que surgiam como um custo comercial e abriam mesmo assim.

#### Desde 1994
A Lei de Comércio Dominical de 1994 flexibilizou as restrições ao comércio aos domingos. Isso gerou uma forte oposição de entidades como a campanha "Mantenha o Domingo Especial" e a Sociedade de Observância do Dia do Senhor: por motivos religiosos, porque aumentaria o consumismo e reduziria o tempo de lazer dos vendedores nos finais de semana.
A legislação permite que lojas grandes (aquelas com uma área útil relevante superior a 280 metros quadrados) abram por até seis horas no domingo. As lojas pequenas, aquelas com área inferior a 280 metros quadrados, podem estabelecer seus próprios horários de funcionamento aos domingos. Algumas lojas de grande porte, como lojas de conveniência, postos de gasolina e garagens, estão isentas das restrições.
Algumas lojas muito grandes (por exemplo, lojas de departamentos) abrem por mais de seis horas em um domingo, permitindo que os clientes entrem para olhar 30 minutos antes de permitir que façam uma compra, já que a restrição de seis horas só se aplica ao tempo durante o qual a loja pode fazer vendas.
O dia de Natal e o Domingo de Páscoa não são dias de comércio. Isso se aplica até mesmo a centros de jardinagem, que anteriormente estavam funcionando durante a Páscoa, mas não a lojas pequenas (aquelas com uma área inferior a 280 metros quadrados).

#### Holanda
Antes de 1996, as lojas geralmente fechavam aos domingos. Uma nova lei sobre os horários de abertura mudou isso e deixa essa decisão principalmente a cargo das prefeituras locais.
A Zondagswet ("lei dominical"), uma lei sobre a profanação do Sabá, tem como principal objetivo garantir que os serviços religiosos não sejam perturbados aos domingos e feriados cristãos. Ela proíbe festividades públicas em um domingo antes das 13:00, bem como fazer barulho a mais de 200 metros, mas as atividades que provavelmente não perturbarão os cultos da igreja estão isentas.

#### Irlanda do Norte
Antes de 2008, clubes afiliados à Associação Norte-Irlandesa de Futebol não podiam jogar futebol aos domingos.
As lojas com uma área útil superior a 280 metros quadrados só podem abrir das 13 às 18 horas aos domingos.
Em Belfast, os parques infantis públicos foram fechados aos domingos até 1965. Os balanços nos parques públicos eram amarrados e trancados com cadeado para impedir seu uso. Leis semelhantes eram aplicadas anteriormente a cinemas, pubs e parques.

#### Polônia
Desde 2007, leis azuis foram promulgadas e resultaram no fechamento de lojas nos 13 feriados na Polônia - esses são dias de descanso tanto religiosos quanto seculares. Em 2014, uma iniciativa do partido Lei e Justiça não conseguiu passar na leitura do Sejm para proibir o comércio aos domingos e feriados. No entanto, desde 2018, o Presidente da Polônia assinou uma lei que restringe o comércio de lojas a partir de 1º de março de 2018 ao primeiro e último domingo do mês, Domingo de Ramos, 3º e 4º domingos do Advento, bem como o comércio até as 14h00 no Sábado de Páscoa e na Véspera de Natal. Em 2019, a restrição foi estendida e o comércio foi permitido apenas no último domingo do mês, bem como no Domingo de Ramos, no 3º e 4º domingos do Advento, bem como no Sábado de Páscoa e na Véspera de Natal, até as 14h. A partir de 2020, as lojas só poderão ficar abertas em sete domingos do ano: Domingo de Ramos, 3º e 4º domingos do Advento, o último domingo de janeiro, abril, junho e agosto, bem como o comércio até as 14h00 para o Sábado de Páscoa e a Véspera de Natal. Como resultado das restrições relacionadas à pandemia da COVID-19, o 2º domingo do Advento foi posteriormente adicionado como um dia de compras.

### América do Norte

#### Canadá

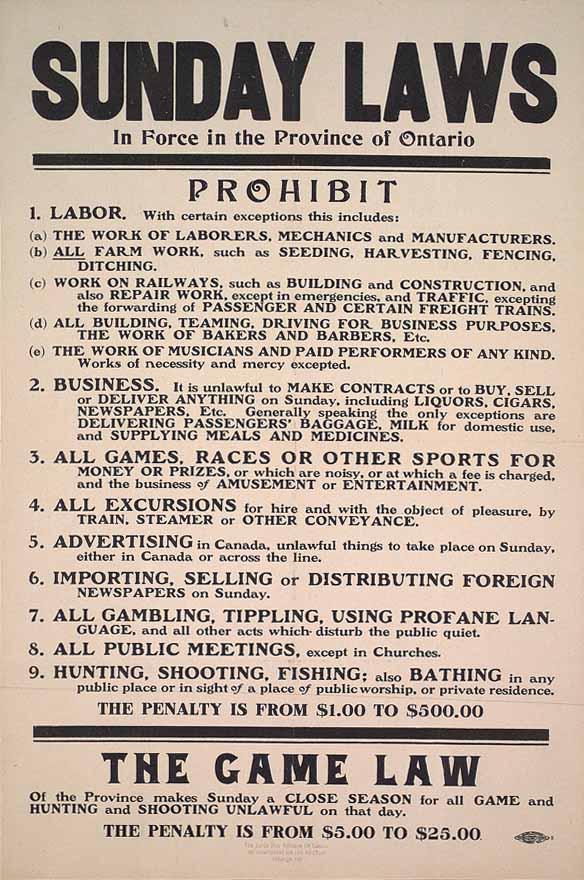
Leis dominicais em Ontário, 1911

A Lei do Dia do Senhor, que desde 1906 proibia a realização de transações comerciais aos domingos, foi declarada inconstitucional no caso R. v. Big M Drug Mart Ltd.. Policiais de Calgary testemunharam várias transações no Big M Drug Mart, todas ocorridas em um domingo. O estabelecimento foi acusado de violação da Lei do Dia do Senhor. Um tribunal provincial decidiu que a Lei do Dia do Senhor era inconstitucional, mas a Coroa apelou até a Suprema Corte do Canadá. Em uma decisão unânime de 6 a 0, a Lei do Dia do Senhor foi considerada uma violação da liberdade de consciência e religião definida na seção 2(a) da Carta Canadense dos Direitos e das Liberdades.
Um referendo realizado em Toronto em 1950 permitiu que apenas esportes coletivos fossem praticados profissionalmente no domingo. Apresentações teatrais, exibições de filmes e corridas de cavalos não eram permitidas até a década de 1960.
A Suprema Corte concluiu posteriormente, em R. v. Edwards Books and Art Ltd. [1986] (2 S.C.R. 713), que a Lei de Feriados do Comércio Varejista de Ontário, que exigia alguns fechamentos aos domingos, não violava a Carta porque não tinha finalidade religiosa. No entanto, praticamente todas as leis provinciais de fechamento de estabelecimentos aos domingos deixaram de existir. Algumas foram derrubadas por tribunais provinciais, mas a maioria foi simplesmente revogada, muitas vezes por motivos de concorrência, quando comerciantes de fora da província ou estrangeiros estavam abertos.

#### Estados Unidos
Nos Estados Unidos, os juízes defenderam as leis azuis "em termos de seu benefício secular para os trabalhadores", sustentando que "as leis eram essenciais para o bem-estar social". Em 1896, o juiz da Suprema Corte Stephen Johnson Field opinou a respeito das leis azuis dominicais:
Sua exigência é a interrupção do trabalho. Em sua promulgação, a legislatura deu a sanção da lei a uma regra de conduta que todo o mundo civilizado reconhece como essencial para o bem-estar físico e moral da sociedade. Em nenhum assunto há tanta concordância de opinião, entre filósofos, moralistas e estadistas de todas as nações, quanto na necessidade de interrupção periódica do trabalho. Um dia a cada sete é a regra, fundada na experiência e sustentada pela ciência... A proibição de negócios seculares no domingo é defendida com base no fato de que, por meio dela, o bem-estar geral é promovido, o trabalho é protegido e o bem-estar moral e físico da sociedade é promovido. - Hennington v. Georgia, 163 U.S. 299 (1896)
Muitos estados proíbem a venda de bebidas alcoólicas dentro e fora do estabelecimento aos domingos em algum horário restrito, sob a ideia de que as pessoas deveriam estar na igreja no domingo de manhã ou, pelo menos, não estar bebendo.
Muitas leis azuis nos Estados Unidos restringem a compra de determinados itens aos domingos. Algumas dessas leis restringem a possibilidade de comprar carros, mantimentos, material de escritório e utensílios domésticos, entre outras coisas. Embora a maioria dessas leis tenha sido afrouxada ou revogada em grande parte dos estados, elas ainda são aplicadas em alguns outros estados.
No Texas, por exemplo, as leis azuis proibiam a venda de utensílios domésticos como panelas, frigideiras e máquinas de lavar no domingo até 1985. No Colorado, Illinois, Indiana, Iowa, Louisiana, Maine, Minnesota, Missouri, Oklahoma, Nova Jersey, Dakota do Norte, Pensilvânia e Wisconsin, as concessionárias de automóveis continuam a operar sob as proibições da lei azul, na qual um automóvel não pode ser comprado ou negociado em um domingo. Maryland permite a venda de automóveis aos domingos apenas nos condados de Charles, Prince George's, Montgomery e Howard; da mesma forma, Michigan restringe as vendas aos domingos apenas aos condados com população inferior a 130.000 habitantes. Texas e Utah proíbem as concessionárias de automóveis de operar em dias consecutivos de fim de semana. Em alguns casos, essas leis foram criadas ou mantidas com o apoio das pessoas afetadas, para que elas tivessem um dia de folga por semana sem medo de que seus concorrentes ainda estivessem abertos.
As leis azuis também podem proibir a atividade de varejo em dias diferentes do domingo. Em Massachusetts, Rhode Island e Maine, por exemplo, as leis azuis proíbem a maioria das lojas de varejo, inclusive mercearias, de abrir no Dia de Ação de Graças e no Natal.

Foram realizadas pesquisas sobre o efeito da revogação das leis azuis, e a professora Elesha Coffman, da Universidade Baylor, escreveu:
Com relação à cultura, o impacto do desaparecimento das leis azuis pode ser maior. Um estudo realizado no Novo México em 2006 constatou um aumento acentuado no número de motoristas dirigindo embriagados aos domingos depois que o estado revogou a proibição da venda de bebidas alcoólicas aos domingos. Um estudo mais amplo publicado por economistas do MIT e da Notre Dame em 2008 constatou que a revogação das leis azuis levou à diminuição da frequência de idas à igreja, à diminuição das doações para igrejas e ao aumento do uso de álcool e drogas entre indivíduos religiosos. Esses efeitos abrangentes não podem ser facilmente atribuídos a causas específicas, mas um dos autores do último estudo, Daniel Hungerman, sugeriu ao Christianity Today que as leis azuis poderiam estar cumprindo sua intenção original de manter as pessoas piedosas.

#### Processos judiciais
A partir de meados do século XIX, as minorias religiosas e étnico-culturais presas por violar as leis azuis recorreram de suas condenações às supremas cortes estaduais. Em Specht v. Commonwealth (Pensilvânia, 1848), por exemplo, os batistas do sétimo dia alemães da Pensilvânia contrataram o advogado Thaddeus Stevens para contestar a constitucionalidade da lei dominical da Pensilvânia. Assim como em casos de outros estados, os litigantes apontaram as disposições das constituições estaduais que protegem a liberdade religiosa e sustentaram que as leis dominicais eram uma violação flagrante. Embora não tenham sido bem-sucedidos (a maioria das supremas cortes estaduais manteve a constitucionalidade das leis dominicais), esses desafios constitucionais ajudaram a estabelecer um padrão pelo qual as minorias subsequentes buscariam proteger a liberdade religiosa e os direitos das minorias.
A Suprema Corte dos Estados Unidos considerou em seu caso histórico, McGowan v. Maryland (1961), que as leis azuis de Maryland não violavam nem a Cláusula de Livre Exercício nem a Cláusula do Estabelecimento da Primeira Emenda da Constituição dos Estados Unidos. Ele aprovou a lei azul do estado que restringia as atividades comerciais no domingo, observando que, embora tais leis tenham se originado para incentivar a frequência às igrejas cristãs, as leis contemporâneas de Maryland tinham a intenção de servir "para proporcionar um dia de descanso para todos os cidadãos" em uma base secular e para promover os valores seculares de "saúde, segurança, recreação e bem-estar geral" por meio de um dia comum de descanso. O fato de esse dia coincidir com o Sabá cristão não é um impedimento para os objetivos seculares do Estado; isso não reduz sua eficácia para fins seculares nem impede que adeptos de outras religiões observem seus próprios dias santos.
McGowan v. Maryland foi apenas um dos quatro casos de fechamento de estabelecimentos aos domingos decididos em conjunto pela Suprema Corte em maio de 1961. Em Gallagher v. Crown Kosher Super Market of Mass, Inc., a Corte decidiu contra uma loja que fechava no sábado, mas ficava aberta no domingo. Os outros dois casos foram Braunfeld v. Brown, e Two Guys from Harrison-Allentown, Inc. v. McGinley. O presidente da Suprema Corte, Earl Warren, declarou que "o Estado procura separar um dia de todos os outros como um dia de descanso, repouso, recreação e tranquilidade - um dia em que todos os membros da família e da comunidade têm a oportunidade de passar e desfrutar juntos, um dia em que há relativa tranquilidade e dissociação da intensidade cotidiana das atividades comerciais, um dia em que as pessoas podem visitar amigos e parentes que não estão disponíveis durante os dias úteis".
Em março de 2006, os juízes do Texas mantiveram a lei azul do estado que exige que as concessionárias de automóveis fechem no sábado ou no domingo a cada fim de semana.

### Oceania

#### Ilhas Cook e Niue
Também existem leis azuis nas ilhas polinésias das Ilhas Cook e Niue. Nas Ilhas Cook, essa foi a primeira legislação escrita, promulgada pela Sociedade Missionária de Londres em 1827, com o consentimento dos ariki (chefes). As leis em Niue proíbem certas atividades no domingo, refletindo a história do país de observar a tradição do Sabá cristão.

#### Tonga
No Reino de Tonga, o Código Vavaʻu (1839) era uma forma de lei azul inspirada nos ensinamentos dos missionários metodistas. Com a inauguração da Constituição de Tonga em 4 de junho de 1875, a sexta cláusula estipula: "O Dia do Senhor será sagrado em Tonga e nenhuma pessoa poderá exercer seu ofício ou profissão ou conduzir qualquer empreendimento comercial no Dia do Senhor, exceto de acordo com a lei; e qualquer acordo feito ou testemunhado nesse dia será nulo e sem efeito legal."